# Barbedor (conte)
Pour les articles homonymes, voir Barbedor.
Barbedor est un conte de Michel Tournier paru en 1980, également inclus dans le roman Gaspard, Melchior et Balthazar paru la même année.

## Résumé
Dans la ville de Chamour, il y avait un roi qui s’appelait Nabounassar III, fameux pour sa barbe en or, et à laquelle il devait son surnom Barbedor. La barbe de Barbedor était presque le symbole de sa royauté. Le peuple de Chamour aimait son roi. 
Mais le règne durait depuis plus d’un demi-siècle. Des réformes urgentes étaient sans cesse ajournées par un gouvernement qui, à l’image de son souverain, se berçait dans une indolence satisfaite. Après chaque réunion, les membres du gouvernement se séparaient en se congratulant, mais sans avoir rien décidé. Le roi n’avait cependant plus la même tranquillité d’âme. Pour la première fois, le roi Nabounassar III en s’admirant dans le miroir avait découvert un poil blanc mêlé dans le doré de sa barbe. Il se demandait qui serait son héritier. Marié deux fois, aucune des deux reines n’avait été capable de donner un dauphin au royaume. Il voulait adopter un enfant.
Un jour, il fut arraché soudain à sa sieste par une sensation de piqûre assez vive. Il mit sa main sur son menton. Rien. Le sang ne coulait pas. Il fit venir sa barbière. Son poil blanc avait disparu. Le lendemain matin, le poil blanc était revenu. Mais il disparaissait encore une fois. Le lendemain, il était revenu. Mais cette fois, le roi ne se laissa pas abuser par les apparences. Il se rendait compte que ce n’était pas le même poil blanc, mais un autre. Il ne savait pas qui, chaque fois, épilait son poil blanc, car chaque nuit, un des poils d’or se métamorphosait en poil blanc, lequel était arraché au début de l’après-midi suivant. Un jour il vit un bel oiseau blanc, qui s’enfuyait à tire-d’aile en emportant dans son bec le poil de barbe qu’il venait d’arracher.
Nabounassar se réjouissait de sa découverte, mais il voulait en savoir davantage. Il n'avait plus qu'un seul poil blanc sur son menton, car l'oiseau lui arracha tout. C'était sa dernière chance d'attraper cet oiseau. Au moment où il s'endormait, il sentit une caresse d’aile sur sa joue. Il lança sa main en avant. Il ne vit en ouvrant les yeux que l’ombre noire de l’oiseau blanc dans le soleil rouge. Le roi se leva furieux, il voulait avoir cet oiseau mort ou vivant. Il vit alors quelque chose de blanc qui se balançait en l’air : une plume. La plume atterrit par terre et pivota sur son axe et dirigea sa pointe vers la direction prise par l’oiseau. Nabounassar partit à la recherche de l’oiseau avec la plume. Il trouva l’oiseau dans un nid, dans un grand arbre. Dans le nid se trouvait un bel œuf doré. Le nid était fait des poils de sa barbe. Il prit le nid avec l’œuf et descendit de l’arbre.  Il marchait depuis quelques minutes quand il fit une extraordinaire rencontre. Une paire de bottes, et au-dessus un gros ventre, et au-dessus un chapeau de garde-chasse. Le géant des bois lui dit : « Tu crois que tu peux voler un œuf sans être puni ? » Le roi se glissa dans un fourré pour lui échapper. 
Quand on approche de Chamour, on passe près d’un cimetière. Nabounassar se trouva arrêté en cet endroit par une grande et brillante foule qui entourait un splendide corbillard, tiré par des chevaux noirs. Il demandait qui était mort mais personne ne lui répondait. Le soleil était déjà chaud quand il reprit le lendemain la route de Chamour. Arrivé là-bas, les portes du royaume étaient fermées. L’œuf se fendit alors en morceaux, et un petit oiseau blanc en sortit. Et il chantait : « Vive le roi, vive notre nouveau roi Nabounassar IV. »
Les portes s’ouvraient doucement. Un tapis rouge avait été déroulé depuis le seuil jusqu’au marché du palais. La foule criant : « Vive le roi, vive le nouveau roi Nabounassar IV ! »
Un jour, ces souvenirs de l’oiseau blanc commencèrent à s’effacer de sa mémoire. C’était l’époque où une belle barbe d’or lui recouvrait peu à peu le menton et les joues. 